# Joost Klaarenbeek
Joost Klaarenbeek Jr. (Hoevelaken, 4 december 1877 – Amersfoort, 16 maart 1961) was een Nederlands architect.

## Levensloop
Hij was een zoon van Jacobus Klaarenbeek en Jantje Catharine Hagemeijer. In 1909 woonde hij in Zwolle, waar op 15 september zijn faillissement uitgesproken werd. In 1918 wordt hij vermeld als architect in Roermond. In 1919 woonde hij aan de Hendriklaan aldaar. In Roermond begon hij een architectenbureau; eerst alleen en later samen met zijn zoon, die rond 1930 afstudeerde als ingenieur en die ook Joost heette.

## Werken
- Minderbroederssingel 4, 13b en 60, Roermond.
- Gereformeerde kerk, Roermond, 1921.
- Meestersweg 9, Swalmen, 1924.
- Minderbroederssingel 40, Roermond, omstreeks 1925.
- Bethelkerk, Lutterade, 1931 (i.s.m. Jos Philips).
- Veldbeek 1, Swalmen, 1933.
- Markt 9, Roermond, 1935 (rijksmonument).
- Notenboomlaan 1-15, Roermond.
- Roerzicht, Bisschop van Hoensbroeckstraat 11, Roermond